# Gabriele Deutsch

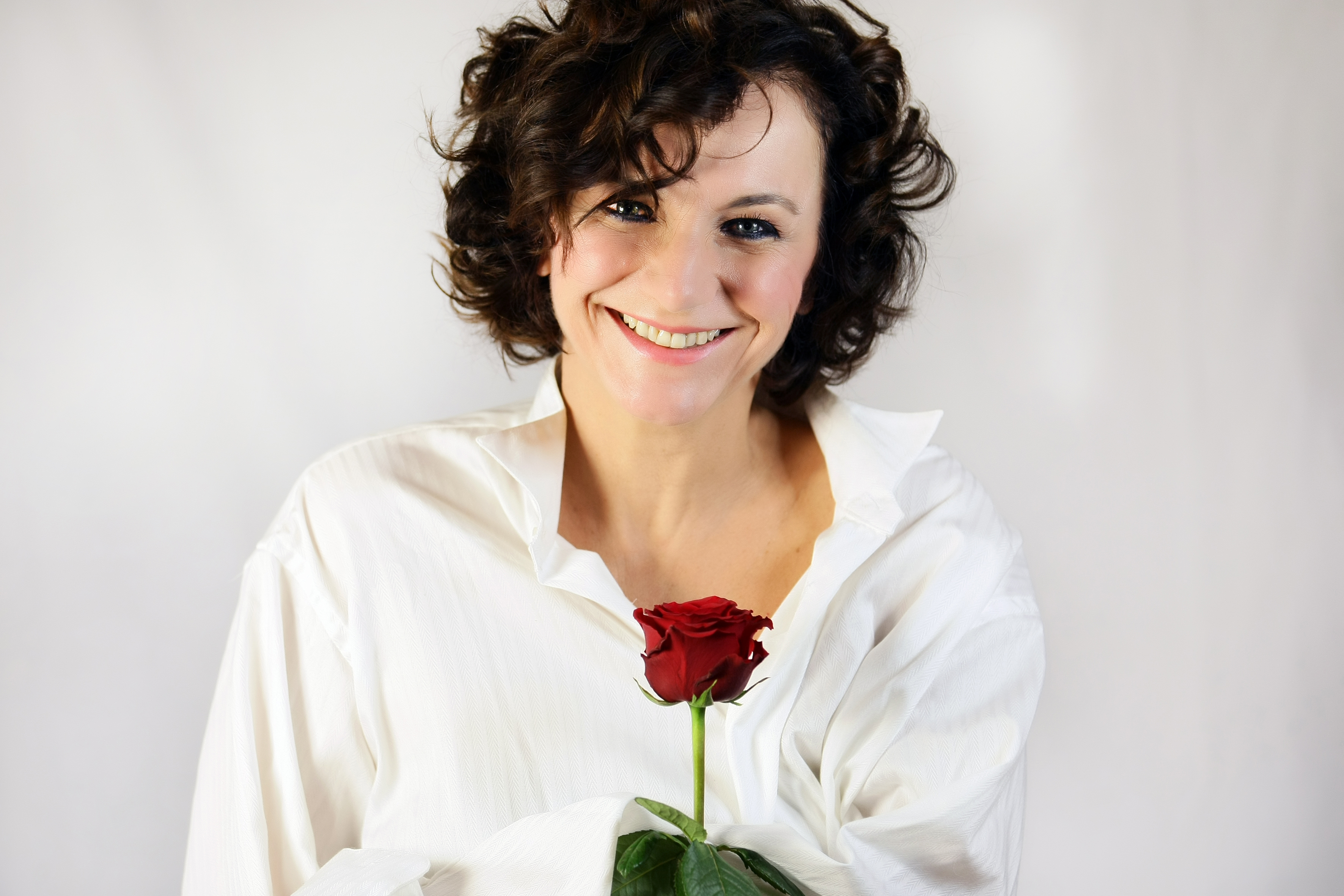
Gabriele Deutsch (2011)

Gabriele Deutsch (* 24. Mai 1960 in Steyregg) ist eine österreichische Schauspielerin.

## Leben
Gabriele Deutsch studierte an der Kunstuniversität Linz Textiles und Visuelles Gestalten (bei den Professoren Fritz Riedl und Laurids Ortner), machte eine Ausbildung zur Tanzpädagogin bei Erika Gangl im Linzer Bergtheater und setzte ihre Studien in Reggio Emilia fort, wo sie die Commedia dell’Arte Schule von Antonio Fava (* 1949) besuchte.
In Linz war Gabriele Deutsch 15 Jahre Ensemblemitglied im Theater des Kindes. Sie war dort als Schauspielerin, Regisseurin und Autorin tätig. Als Theaterpädagogin bei EXIT-sozial hat sie eine Theatergruppe mit psychisch Betroffenen aufgebaut und geleitet. Weiters wirkte sie bei Schauspielprojekten unter der Regie von Henry Mason, Heidelinde Leutgöb, Hannes Rossacher und Susanne Lietzow mit, ferner in Film- und Fernsehproduktionen (unter anderem in der ARD-Fernsehserie „Die Landärztin“ und in der ZDF-Fernsehserie „Die Bergretter“). Deutsch ist Gastschauspielerin am Theater Phönix in Linz, Brucknerhaus Linz (Rosengarten am Pöstlingberg), bei Pascal Productions, beim Musikfestival Steyr und den Salzkammergut Festwochen Gmunden. Mit Christoph Ransmayr unternahm sie eine Lesereise mit dem Theaterstück „Odysseus, Verbrecher.“
Seit 2003 tritt sie als Schauspielerin mit Eigenproduktionen und Solostücken auf und geht mit ihren Stücken im In- und Ausland auf Gastspielreisen. Sie arbeitet zusätzlich als Sprecherin im Hörfunk und bei Hörspielen.

## Auszeichnungen
- 2003 Solidaritätspreis der Linzer Kirchenzeitung
- 2006 Bühnenkunstpreis des Landes Oberösterreich Anerkennungspreis

## Soloprogramme
- "Die Vagina-Monologe" von Eve Ensler
- "Schlaf" von Haruki Murakami
- "Nachtgewächse – ein Abenteuer über Djuna Barnes"
- "Cumulus oder Haus.Friedens.Bruch" von Margit Schreiner, eine Koproduktion mit dem Posthof in Linz und Linz 09, die im Rahmen des Brucknerfestes uraufgeführt wurde.
- "Die Ewigkeit dauert lange, besonders gegen Ende" ein humorvoller Theater- und Liederabend über die Ehe, Brucknerhaus Linz, Uraufführung 2012[1]
- "Malina" von Ingeborg Bachmann, Uraufführung bei den Salzkammergut Festwochen Gmunden
- "Sonate für Klavier und Witwe" von Josefina Vázquez Arco, Brucknerhaus Linz, Uraufführung 2015[2]
- "Noch ein Glas Champagner und ich liege unterm Gastgeber" Theatersolo mit Musik über Dorothy Parker, Brucknerhaus Linz, Uraufführung 2018[3]
- "So oder so – Hildegard Knef" von Gilla Cremer, Erstaufführung 2022 im Posthof Linz[4]

## Theater für Kinder
- "Rabenmutter und Kuckuckskind" Kinderklangwolke mit Konstantin Wecker und Gabriele Deutsch
- "Florinda oder die Musik der Sterne" von Franz Schwabeneder, Uraufführung im Rahmen vom Internationalen Theaterfestival SCHÄXPIR
- "Cinderellas Schuhe"[5]

## Filmografie
- 2007 Die Landärztin, Regie Peter Sämann
- 2007 Tom Turbo, Regie Michael Pfeifenberger
- 2012 Tom Turbo, Regie Sascha Bigler
- 2017 Die Bergretter, Regie Jakob Schäuffelen
- 2019 Echthaar, Regie Dominic Kubisch (Kurzfilm)
- 2021 Landkrimi Steirertod, Regie Wolfgang Murnberger

## Veröffentlichungen
- 2011 CD: Gabriele Deutsch – Portrait einer Schauspielerin[6]